# Ribulos-1,5-bisfosfat

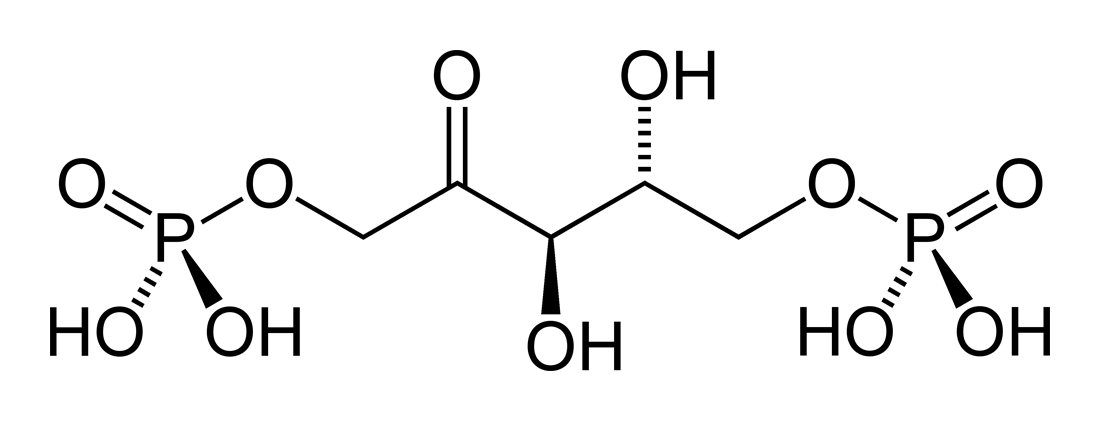
Strukturformel

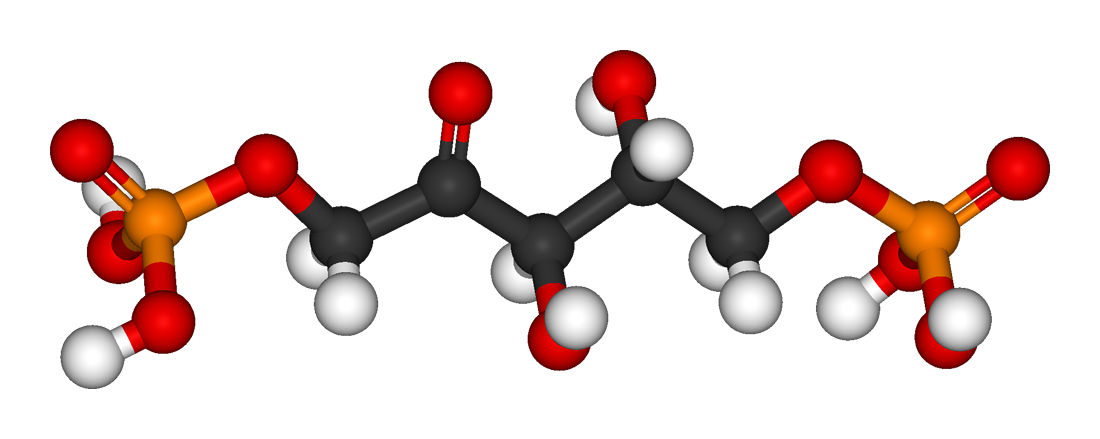
Molekylmodell

Ribulos-1,5-bisfosfat (RuBP) en kolhydrat med fem kolatomer och två fosfatgrupper. Den spelar en central roll i Calvin-cykeln genom att det är denna molekyl som kombineras med koldioxid under inverkan av enzymet rubisco. Det är alltså på detta sätt som det blir möjligt för organismer att använda kolet i koldioxid till att bygga upp sina egna strukturer. Inkorporerandet av koldioxid i levande organismer kallas också kolfixering. 